# Ajutthajai óriás Buddha-szobor
Az ajutthajai óriás Buddha-szobor Thaiföldön, a Vat Lokajaszutharam templom romjainál található.

## A szobor
Az ajutthajai Vat Lokajaszutharam eredete a 14. századig nyúlik vissza. Az épületet 1767-ben a betörő burmaiak lerombolták. A szobor téglából készült, amelyet gipsszel vontak be. Korábban narancsszínű ruházata volt, most viszont teljességgel ki van téve az elemeknek. A szobor 42 méter hosszú és nyolc méter magas. Az alak az oldalán fekszik, fejét könyökben behajlított jobb kezén nyugtatja, alatta lótuszvirág. A testhelyzet azt a pillanatot szimbolizálja, amikor Buddha eljut a Nirvánába, és számára véget ér az újjászületések sorozata. A nagyméretű Buddha-szobor restaurálására számos akció indult, 1954-ben például egy szeszes italokat gyártó cég biztosított forrásokat a felújításra.

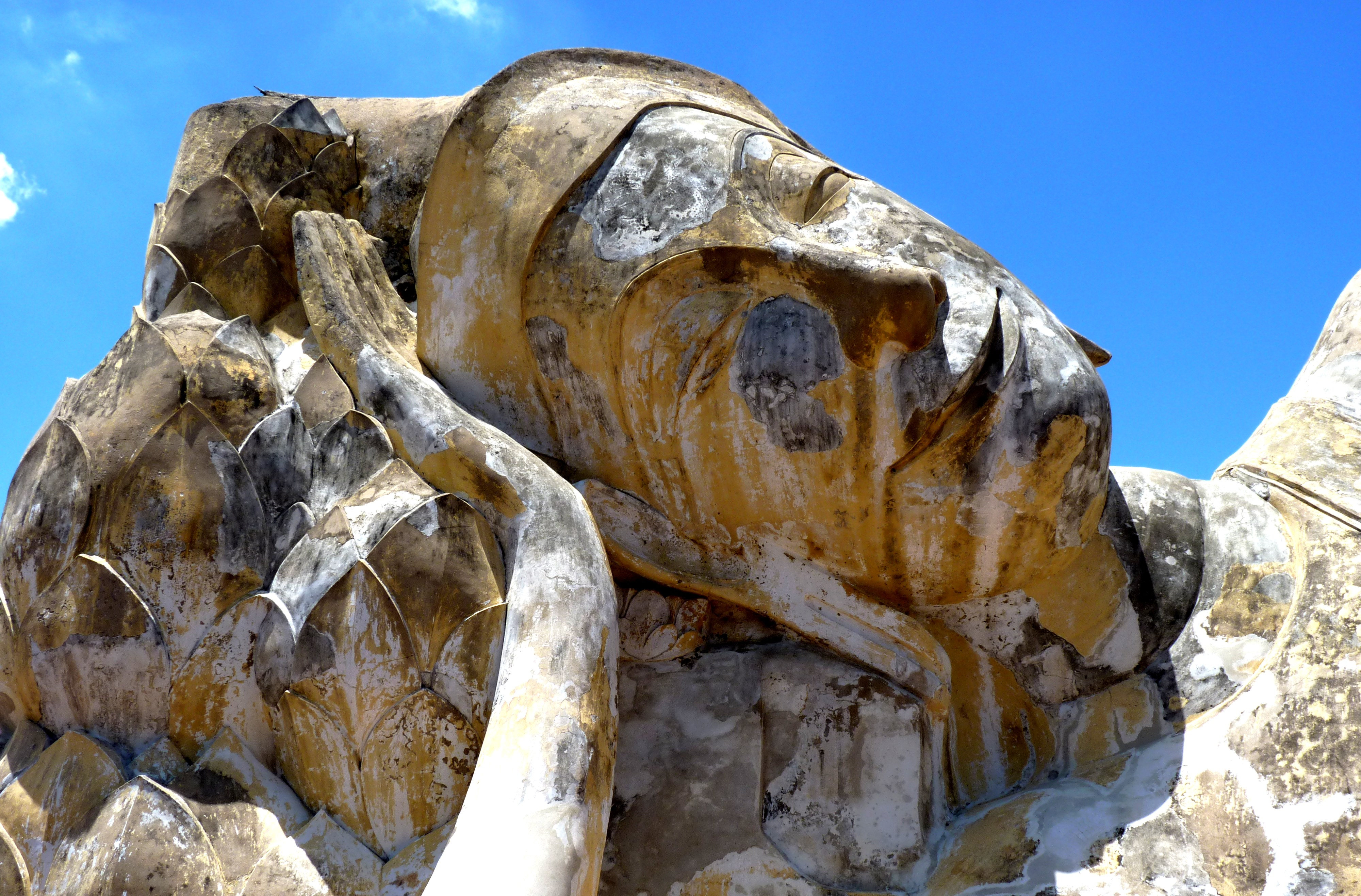
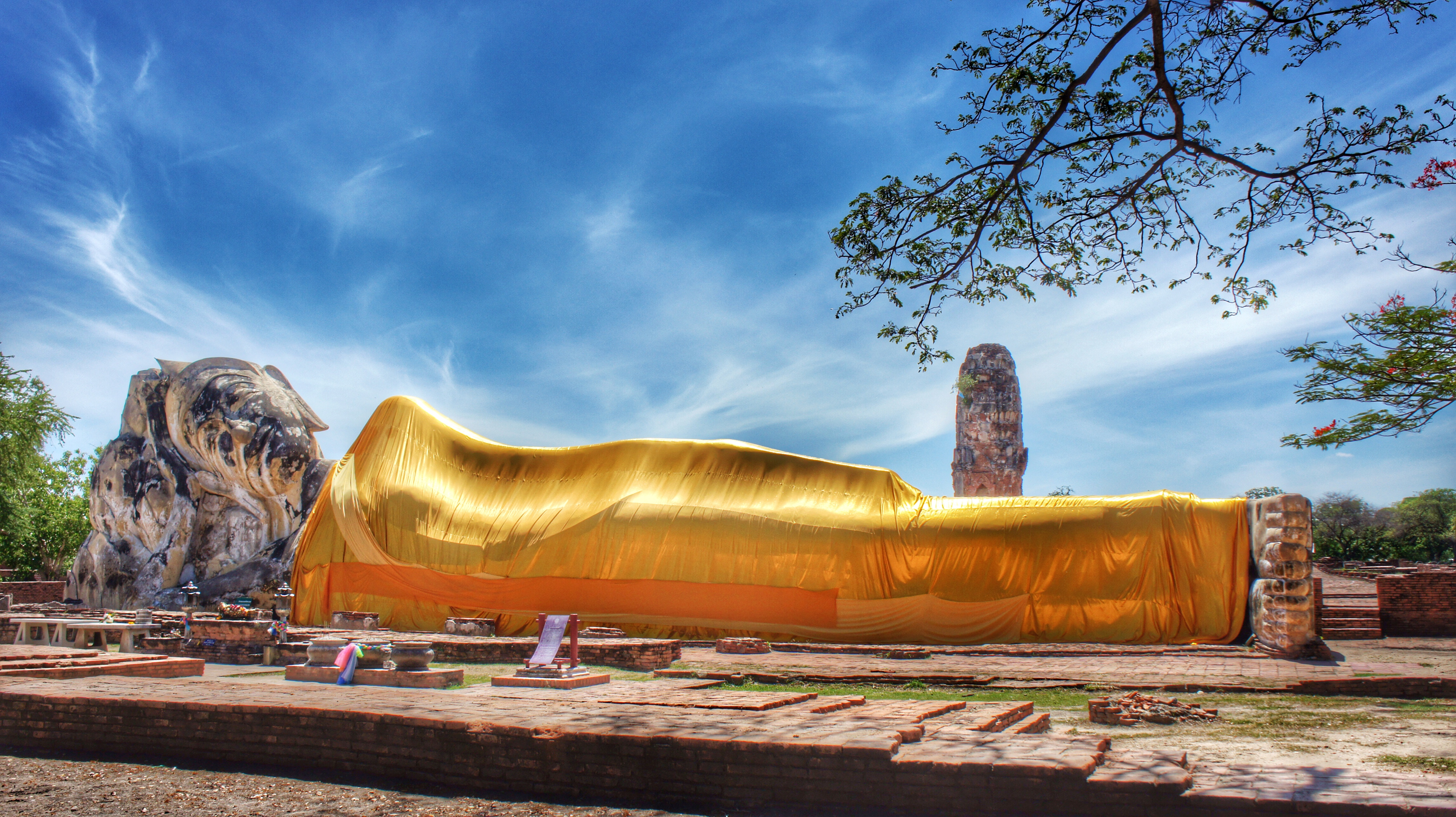
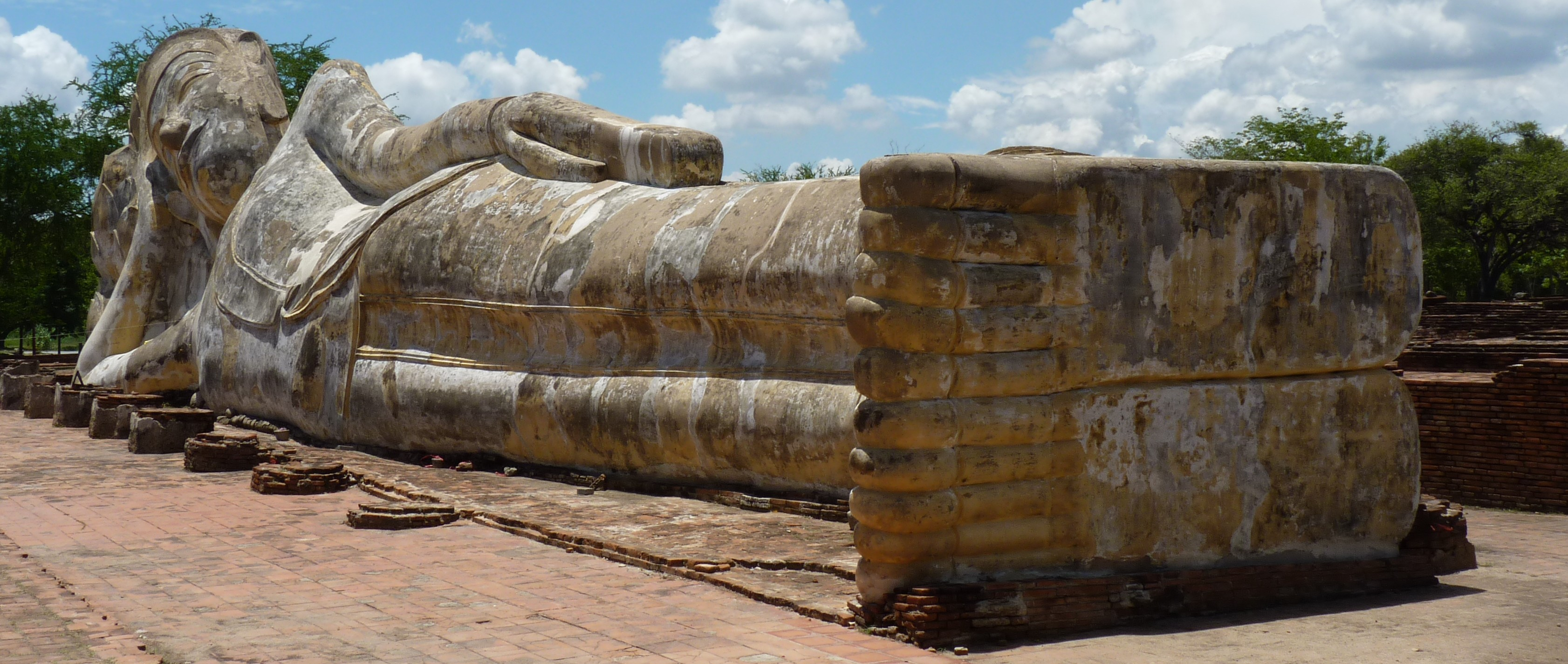